# Пак Мін Йон
Пак Мін Йон (кор. 박민영, нар. 4 березня 1986, Сеул, Південна Корея) — південнокорейська акторка, відома головними ролями у телесеріалах «Цілитель» (2014-2015), «Королева на сім днів» (2017), «Що не так з секретарем Кім» (2018) та «Її приватне життя» (2019).

## Біографія
Народилася 4 березня 1986 року в столиці Південної Кореї місті Сеул. Свою акторську кар'єру розпочала у 2006 році з виконання другорядних ролей у серіалах. Першу головну роль вона отримала у історичному серіалі «Скандал в Сонгюнгвані» 2010 року, в якому зіграла розумну дівчину яка видає себе за хлопця щоб навчатися у Сонгюнгвані в який приймали лише чоловіків. У наступному році Мін Йон отримує головну жіночу роль в серіалі «Міський мисливець», який знятий за мотивами однойменної японської манги. Першу головну роль у кіно, зіграла у 2011 році у фільмі жахів «Кіт». У наступні роки вдало зіграла головні ролі у серіалах «Доктор Джин», «Цілитель» та «Королева на сім днів», за що отримала численні нагороди та визнання.

## Фільмографія

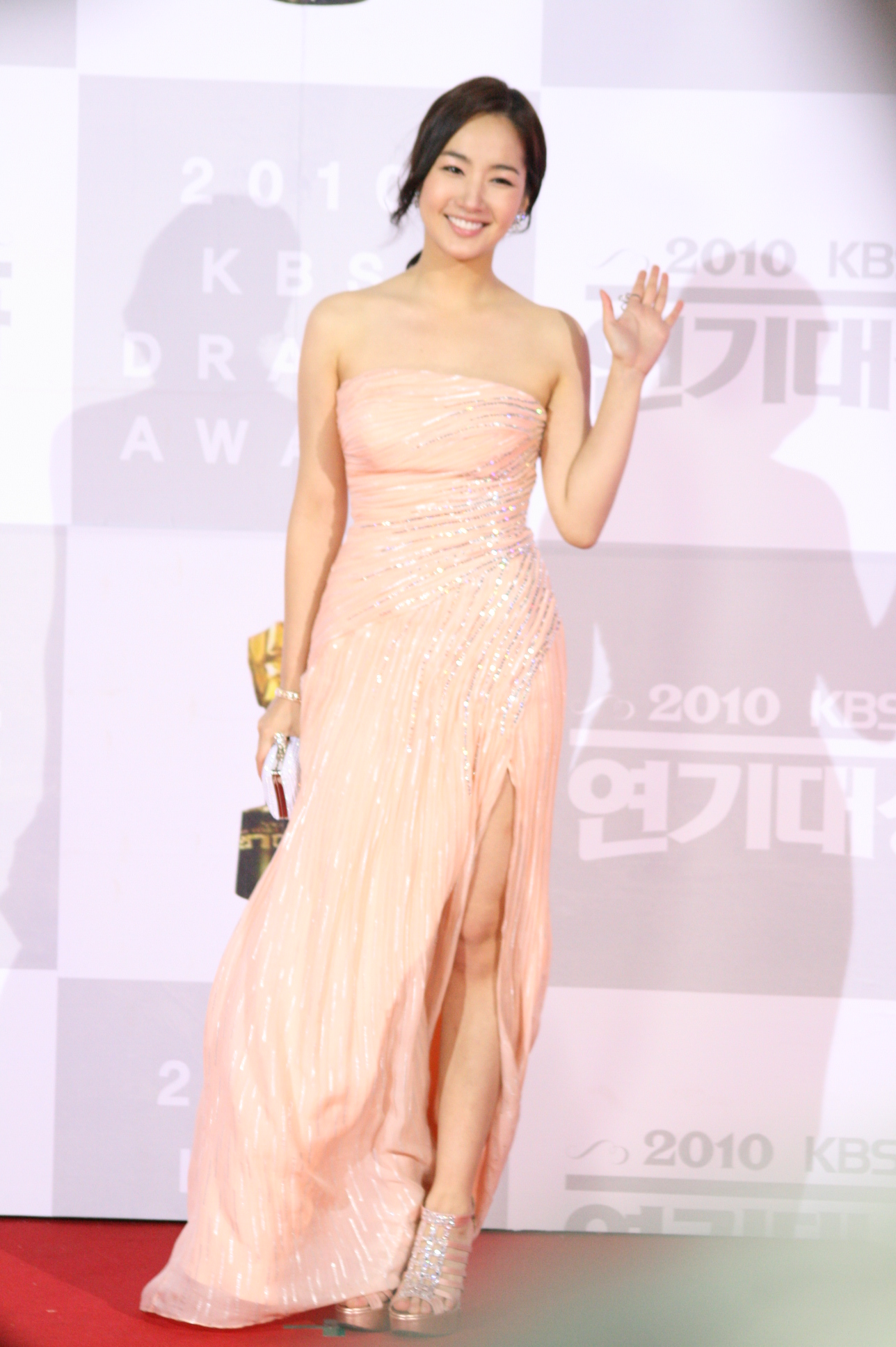
Пак Мін Йон у 2010 році

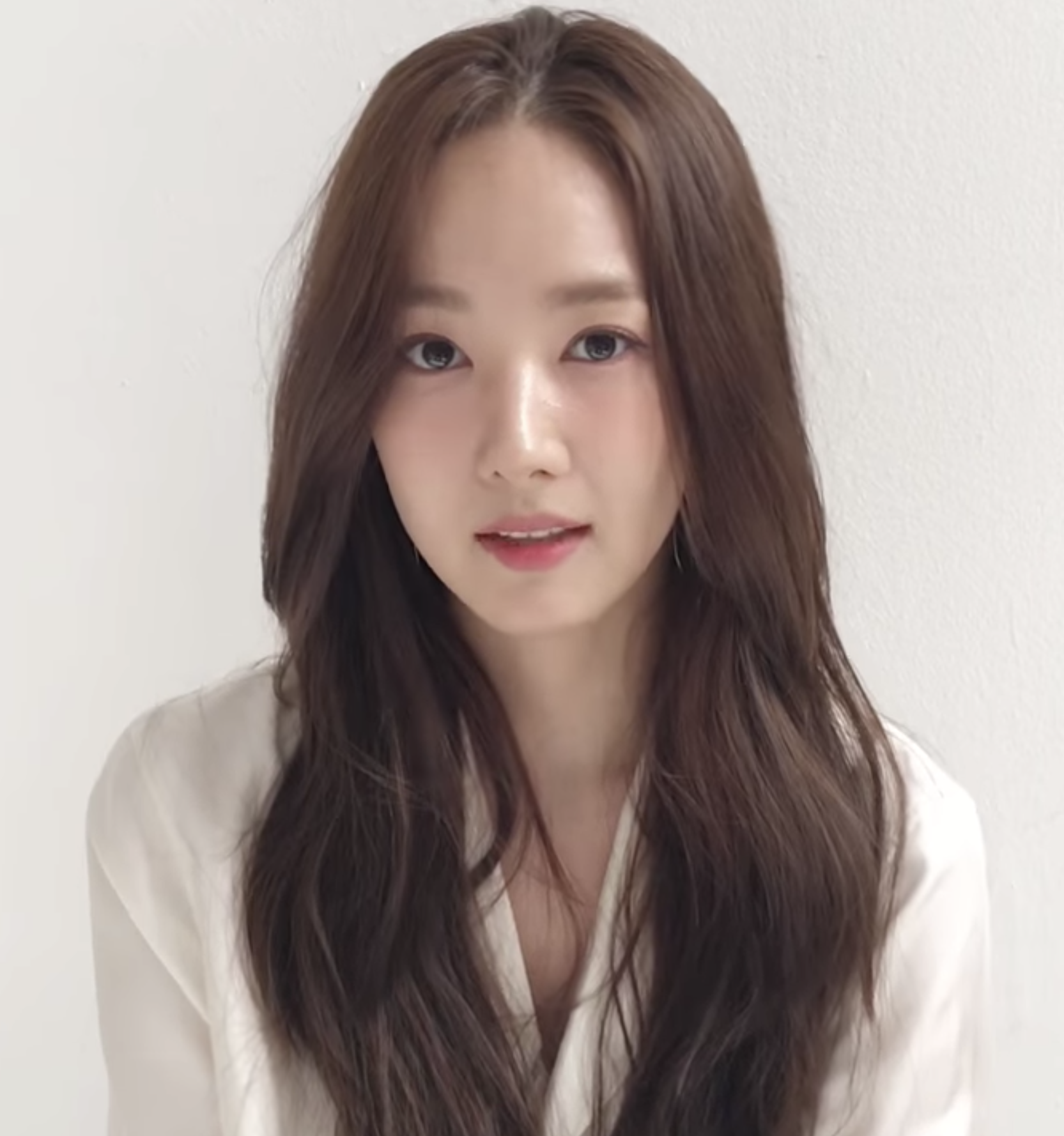
Пак Мін Йон у травні 2018 року

### Телевізійні серіали
| Рік       | Назва                                      | Роль                           | Мережа |
| --------- | ------------------------------------------ | ------------------------------ | ------ |
| 2006–2007 | «Великий удар»                             | Кан Ю Мі                       | MBC    |
| 2007      | «Я Сем»                                    | Ю Ин Бюль                      | KBS2   |
| 2008      | «Легенди рідного міста»                    | Лі Мьон Ок                     | KBS2   |
| 2009      | «Ча Мьон Го»                               | принцеса Рахі                  | SBS    |
| 2010      | «Біжи, Гу»                                 | Мун Хен Чжу                    | MBC    |
| 2010      | «Скандал в Сонгюнгвані»                    | Кім Юн Хї / Кім Юн Сік         | KBS2   |
| 2011      | «Міський мисливець»                        | Кім На На                      | SBS    |
| 2011      | «Людина чести»                             | Юн Че Ін                       | KBS2   |
| 2012      | «Доктор Джин»                              | Ю Міна / Хон Йогре             | MBC    |
| 2014      | «Новий лист»                               | Лі Чі Юн                       | MBC    |
| 2014–2015 | «Цілитель»                                 | Че Йон Шин / О Чі Ан           | KBS2   |
| 2015–2016 | «Пам'ятай»                                 | Лі Іна                         | SBS    |
| 2017      | «Королева на сім днів»                     | королева Данкьон / Шин Че Кьон | KBS2   |
| 2018      | «Що не так з секретарем Кім»               | Кім Мі Со                      | tvN    |
| 2019      | «Її приватне життя»                        | Сон Дон Мі                     | tvN    |
| 2020      | «Я прийду до тебе коли буде хороша погода» | Мок Хе Вон                     | JTBC   |
| 2022      | «Прогноз кохання та погоди»                | Чін Ха Кьон                    | JTBC   |
| 2022      | «Кохання за контрактом»                    | Чхве Сан Ин                    | tvN    |
| 2024      | «Вийди заміж за мого чоловіка»             | Кан Чжі Вон                    | tvN    |

### Фільми
| Рік  | Назва | Роль   |
| ---- | ----- | ------ |
| 2011 | «Кіт» | Со Йон |

### Шоу
| Рік          | Назва              | Роль         | Мережа  | Прим.       |
| ------------ | ------------------ | ------------ | ------- | ----------- |
| 2018–дотепер | Busted! (3 сезони) | член команди | Netflix | [ 5 ] [ 6 ] |

## Нагороди
| Рік  | Нагорода                               | Категорія                                                        | Робота                                      | Результат | Прим.  |
| ---- | -------------------------------------- | ---------------------------------------------------------------- | ------------------------------------------- | --------- | ------ |
| 2007 | Премія розваг MBC                      | Краща нова акторка сіткому                                       | «Великий удар»                              | Перемога  | [ 7 ]  |
| 2007 | 21-ша Премія KBS драма                 | Краща нова акторка                                               | «Я Сем»                                     | Перемога  | [ 8 ]  |
| 2008 | 2-й азійський фестиваль моделей        | Model Award                                                      |                                             | Перемога  | [ 9 ]  |
| 2008 | 44-та Премія мистецтв Пексан           | Краща нова акторка телебачення                                   | «Я Сем»                                     | Номінація |        |
| 2008 | 22-га Премія KBS драма                 | Нагорода за високу майстерність (акторки спеціальних драм)       | «Легенди рідного міста»                     | Перемога  | [ 10 ] |
| 2010 | 24-та Премія KBS драма                 | Нагорода за високу майстерність (акторки середньотривалої драми) | «Скандал в Сонгюнгвані»                     | Перемога  | [ 11 ] |
| 2010 | 24-та Премія KBS драма                 | Нагорода Netizen's                                               | «Скандал в Сонгюнгвані»                     | Перемога  | [ 11 ] |
| 2010 | 24-та Премія KBS драма                 | Краща пара разом з Пак Ю Чхон                                    | «Скандал в Сонгюнгвані»                     | Перемога  | [ 11 ] |
| 2011 | 47-а Премія мистецтв Пексан            | Краща акторка телебачення                                        | «Скандал в Сонгюнгвані»                     | Номінація |        |
| 2011 | 6-та Сеульська міжнародна премія драми | Видатна корейська акторка                                        | «Скандал в Сонгюнгвані»                     | Номінація |        |
| 2011 | 4-а Премія корейської драми            | Краща акторка                                                    | «Скандал в Сонгюнгвані» «Міський мисливець» | Номінація |        |
| 2011 | 11-та Премія SBS драма                 | Нагорода за високу майстерність (акторки спеціальних драм)       | «Міський мисливець»                         | Номінація |        |
| 2011 | 11-та Премія SBS драма                 | Краща пара разом з Лі Мін Хо                                     | «Міський мисливець»                         | Номінація |        |
| 2011 | 11-та Премія SBS драма                 | Нагорода за популярність                                         | «Міський мисливець»                         | Номінація |        |
| 2011 | 25-та Премія KBS драма                 | Нагорода за високу майстерність                                  | «Людина чести»                              | Номінація |        |
| 2011 | 25-та Премія KBS драма                 | Нагорода за високу майстерність (акторки середньотривалої драми) | «Людина чести»                              | Перемога  | [ 12 ] |
| 2012 | 12-та Премія Top Chinese Music         | Модний артист                                                    |                                             | Перемога  | [ 13 ] |
| 2013 | Університетська премія Донгкук         | Нагорода за заслуги                                              |                                             | Перемога  |        |
| 2014 | Премія MBC драма                       | Нагорода за високу майстерність (акторки мінісеріалу)            | «Новий лист»                                | Номінація |        |
| 2014 | 28-ма Премія KBS драма                 | Нагорода за високу майстерність (акторки середньотривалої драми) | «Цілитель»                                  | Перемога  | [ 14 ] |
| 2014 | 28-ма Премія KBS драма                 | Краща пара разом з Чі Чхан Уком                                  | «Цілитель»                                  | Перемога  | [ 15 ] |
| 2015 | 10-й Азійський фестиваль моделей       | Asia Special Award, Actress                                      |                                             | Перемога  | [ 16 ] |
| 2016 | 24-та Премія SBS драма                 | Нагорода за високу майстерність (акторки жанрової драми)         | «Пам'ятай»                                  | Номінація |        |
| 2017 | 2-а Премія азійський артист            | Краща зірка                                                      | «Королева на сім днів»                      | Перемога  | [ 17 ] |
| 2017 | 30-та Премія KBS драма                 | Нагорода за високу майстерність (акторки середньотривалої драми) | «Королева на сім днів»                      | Номінація |        |
| 2018 | 6-та Премія «Зірок МААТР»              | Нагорода за високу майстерність (акторки мінісеріалу)            | «Що не так з секретарем Кім»                | Номінація | [ 18 ] |
| 2018 | 6-та Премія «Зірок МААТР»              | Нагорода K-Star                                                  | «Що не так з секретарем Кім»                | Перемога  | [ 19 ] |
| 2018 | 13-та Конференція азійської драми      | Визнання                                                         | «Що не так з секретарем Кім»                | Перемога  | [ 20 ] |
| 2018 | 23-тя Премія день споживача KCA        | Краща акторка драми                                              | «Що не так з секретарем Кім»                | Перемога  | [ 21 ] |
| 2018 | Фестиваль tvN Joy 2018                 | Жіночий персонаж року                                            | «Що не так з секретарем Кім»                | Перемога  | [ 22 ] |
| 2018 | Фестиваль tvN Joy 2018                 | Ікона четверга                                                   | «Що не так з секретарем Кім»                | Перемога  | [ 22 ] |
| 2018 | Премія Cosmo Beauty Awards 2018        | Сяючий кумир краси                                               | Н/Д                                         | Перемога  | [ 23 ] |
| 2019 | 1-ша Розважальна премія IQiyi Тайвань  | Найкрасивіша нагорода                                            | «Що не так з секретарем Кім»                | Перемога  | [ 24 ] |
| 2019 | 14-та щорічна премія Soompi            | Краща акторка року                                               | «Що не так з секретарем Кім»                | Перемога  | [ 25 ] |
| 2019 | 14-та щорічна премія Soompi            | Краща пара (разом з Пак Со Джуном)                               | «Що не так з секретарем Кім»                | Номінація | [ 25 ] |
| 2019 | 4-та Премія азійський артист           | Азійська зірка (акторки)                                         | Н/Д                                         | Перемога  | [ 26 ] |
| 2019 | 4-та Премія азійський артист           | Кращий артист року (акторки)                                     | Н/Д                                         | Перемога  | [ 27 ] |
| 2019 | Ніч зірок StarHub                      | Найкраща зірка азії (жінки)                                      | «Її приватне життя»                         | Перемога  | [ 28 ] |
| 2022 | 7-ма Премія азійський артист           | Кращий артист (телесеріали)                                      | Пак Мін Йон                                 | Перемога  | [ 29 ] |
| 2022 | 7-ма Премія азійський артист           | Гарячий тренд                                                    | Пак Мін Йон                                 | Перемога  | [ 29 ] |